# Seulawah Agam
Seulawah Agam is een uitgestrekte beboste stratovulkaan in het noordwestelijke puntje van Sumatra. Er zijn verschillende namen aan de berg gegeven: Seulawaih Agam, Seulawain Agam, Solawa Agam, Solawaik Agam, Selawadjanten en Goldberg.

## Reliëf
De berg heeft een grote caldeira, Lam Teuba genaamd. Een kleinere caldeira van 8 × 6 km bevindt zich in de caldeira van Lam Teuba. De vulkaan bevat verschillende heuvels: sedimentaire heuvels, oude vulkaanheuvels, een vulkanische kegel en schiervlakte. De vulkanische kegel werd gevormd door lava en pyroclastische stromen. Er zijn drie kraters. De Tanah Cempago-krater is gemakkelijk te herkennen, terwijl de andere twee bedekt zijn met vegetatie.

## Activiteit
Sinds januari 2013 vertoont Seulawah Agam tekenen van hernieuwde activiteit. In de buurt van de vulkaan is plaatselijke seismiciteit geregistreerd.

## Ring of Fire (ring van vuur)
De bijna 2000 meter hoge vulkaan is slechts een van de 130 actieve vulkanen van Indonesië. Er zijn er zoveel omdat deze eilanden allemaal op de “Pacific Ring of Fire” liggen. Dit is de zone waar wel vaker aardbevingen, vulkaanuitbarstingen en tsunami's voorkomen.